# Kloster Gößweinstein

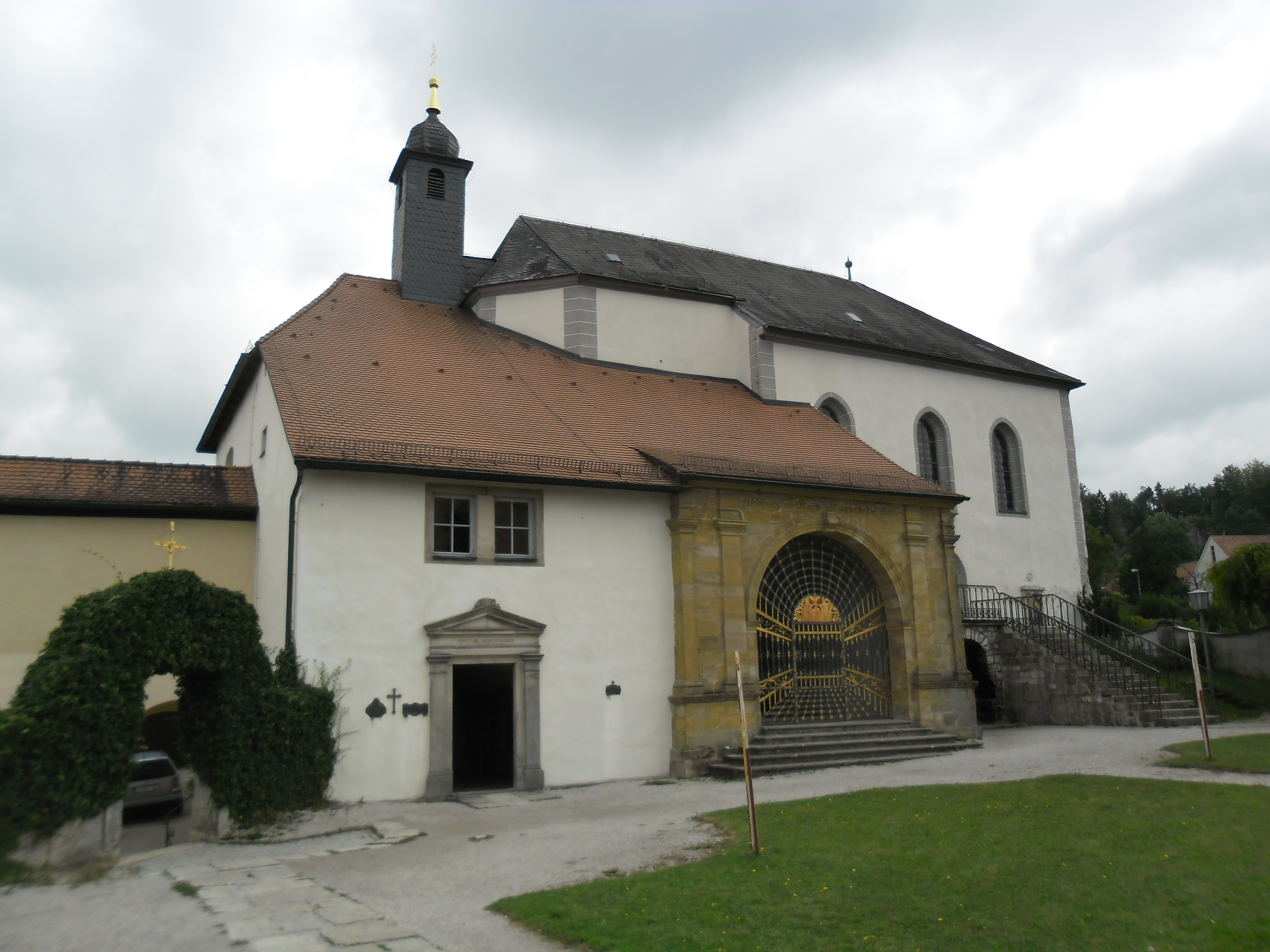
Außenansicht der Klosterkirche St. Maria

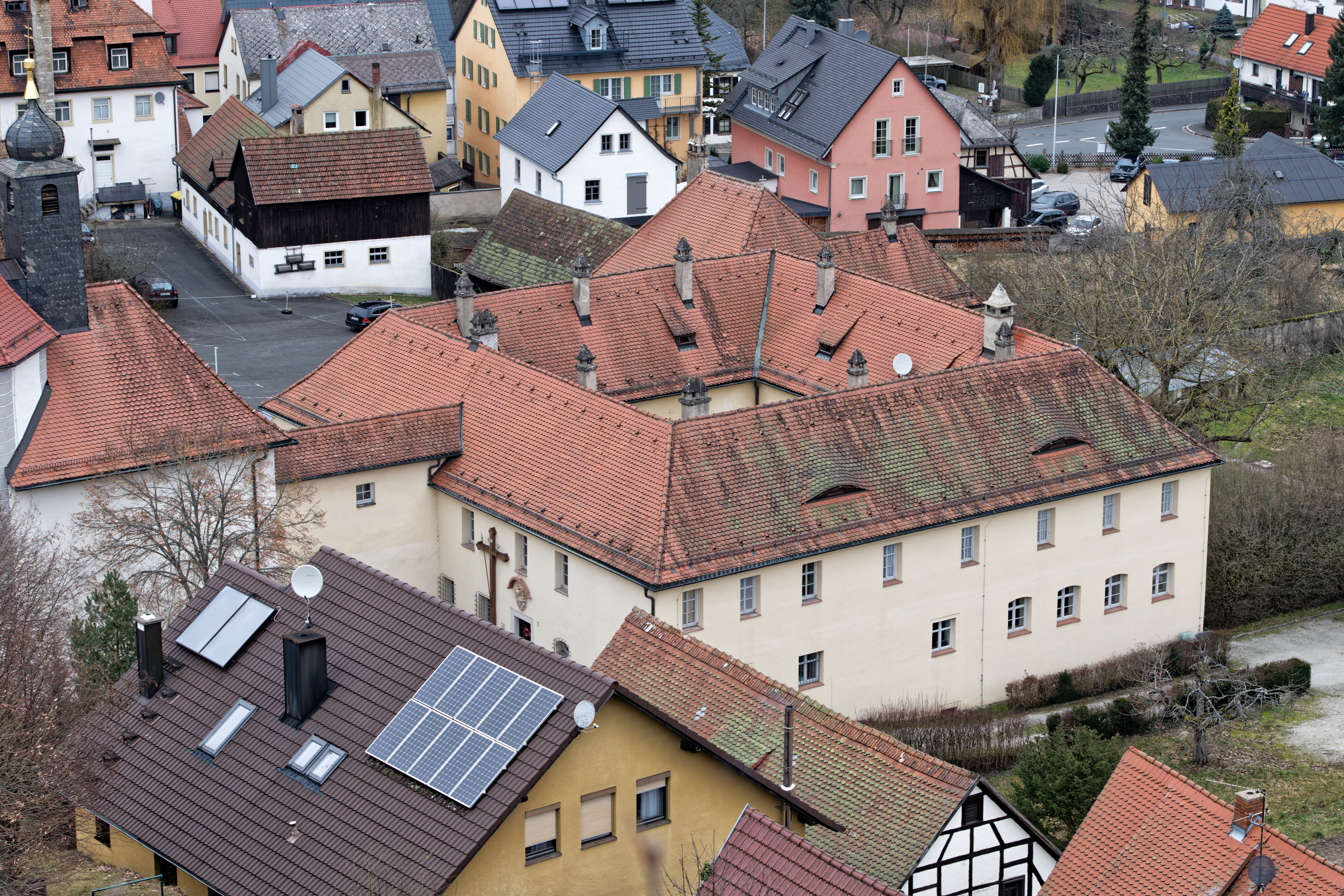
Konventsbau

Das Kloster Gößweinstein ist ein ehemaliges Kloster der Kapuziner und jetziges Franziskanerkloster in Gößweinstein in Bayern in der Erzdiözese Bamberg.

## Geschichte
Das St. Franziskus geweihte Kloster wurde 1723 durch Graf Lothar Franz von Schönborn als Kloster der Kapuziner zur Förderung der örtlichen Wallfahrt und zur Unterstützung der Pfarrgeistlichkeit gegründet. Schon im nächsten Jahr, am 2. Mai 1724, bezogen die Kapuziner das Haus. Der Riss stammt von Pater Martinian, die Durchführung des Baus oblag Joh. Michael Schweßinger aus Waischenfeld und Joh. Dumbach aus Betzenstein. Als erster Guardian des neuen Konvents mit zwölf Brüdern wurde Pater Fulgenz von Saal ernannt. Fürstbischof Friedrich Carl von Schönborn beauftragte den würzburgisch-bambergischen Baumeister Balthasar Neumann 1730 mit dem Entwurf einer monumentalen Pfarr- und Wallfahrtskirche Zur Heiligsten Dreifaltigkeit; die Weihe vollzog der Fürstbischof eigenhändig im Jahr 1739. Unter dem Guardian Guido von Vilseck erhielt das Kloster 1790 einen Anbau an der Nordwestecke. Die Kapuziner trugen dazu bei, dass die Wallfahrt in Gößweinstein einen großen Aufschwung nahm.
Das Kloster wurde im Zuge der Säkularisation nicht aufgehoben und diente als Aussterbekloster. 1825 kamen Franziskaner der Bayerischen Franziskanerprovinz nach Gößweinstein. Die Patres betreuten auch die Pfarrei Gößweinstein. 
Papst Pius XII. erhob die Wallfahrtskirche am 7. Mai 1948 mit dem Apostolischen Schreiben Beatissimae Trinitatis zur Basilica minor.
Am 17. November 2006 wurde das Kloster an polnische Franziskaner der Breslauer Franziskanerprovinz von der Heiligen Hedwig übergeben. Diese betreuen seitdem auch die Wallfahrtskirche und die Pfarrei Gößweinstein.
Im Jahr 2017 musste die Kirche wegen Einsturzgefahr geschlossen werden. 2018 wurde mit der gründlichen Sanierung begonnen, die Mitte 2023 abgeschlossen war, so dass die Kirche wieder öffnen konnte. Auch das Kloster soll in den nächsten Jahren saniert werden.
|  |  |